# Altmann (Familienname)
Altmann ist ein deutschsprachiger Familienname.

## Namensträger

### A
- Adolf Altmann (1879–1944), ungarisch-österreichischer Rabbiner
- Adolf Altmann (Unternehmer), schlesischer Unternehmer
- Alexander Altmann (1906–1987), österreichischer Judaist und Rabbiner
- Alois Altmann (1881–?), deutscher Landrat
- Aloys Altmann (* 1946), deutscher Beamter im Ruhestand
- Andreas Altmann (Schauspieler) († 1986), Schauspieler
- Andreas Altmann (Autor) (* 1949), deutscher Reiseschriftsteller
- Andreas Altmann (Lyriker) (* 1963), deutscher Lyriker
- Andreas Altmann (Wirtschaftswissenschaftler) (* 1963), österreichischer Ökonom und Hochschulrektor
- Andreas Altmann (Kraftsportler), deutscher Kraftsportler
- Anna Altmann (1851–1937), österreichische Frauenrechtlerin
- Anton Altmann der Ältere (1777–1818), österreichischer Kupferstecher und Landschaftsmaler
- Anton Altmann der Jüngere (1808–1871), österreichischer Landschaftsmaler
- Anton Altmann (Komponist) (1864–1935), österreichischer Zitherspieler und Komponist

### B
- Beringer Altmann (1939–2010), deutscher Maler und Grafiker
- Bernhard Altmann (1888–1980), österreichischer Textilindustrieller
- Berthold Altmann (1896–1992), deutscher Jurist
- Bruno Altmann (1878–1943), deutscher Schriftsteller

### C
- Curt Altmann (1883–1958), deutscher Kaufmann und Textilunternehmer

### D
- Denise Altmann (* 1987), österreichische Eishockeyspielerin
- Dora Altmann (1881–1971), deutsche Schauspielerin

### E
- Eckhard Altmann (* 1931), deutscher Pfarrer, MdV
- Elisabeth Altmann (* 1943), deutsche Politikerin (Grüne)
- Elisabeth Altmann-Gottheiner (1874–1930), deutsche Frauenrechtlerin
- Elke Altmann (* 1957), deutsche Politikerin (Die Linke)
- Elsie Altmann-Loos (1899–1984), österreichische Tänzerin, Schauspielerin und Sängerin
- Ernst Altmann (Chemiker) (1904–1976), deutscher Chemiker und Hochschullehrer
- Ernst Richard Altmann (1924–1988), deutscher Kantor und Schriftsteller
- Eva Altmann (1903–1991), deutsche Wirtschaftswissenschaftlerin und Hochschullehrerin

### F
- Franz Altmann (Politiker) (1885–1947), österreichischer Politiker (CSP, ÖVP)
- Franz Altmann (Mediziner) (1901–1968), österreichischer Mediziner und Hochschullehrer
- Franz Friedrich Altmann (* 1958), österreichischer Schriftsteller und Drehbuchautor
- Friedrich Altmann (Verwaltungsjurist), (1861–1918), Verwaltungsjurist
- Friedrich Altmann (Biochemiker) (* 1958), österreichischer Biochemiker und Hochschullehrer

### G
- Gabriel Altmann (1931–2020), slowakisch-deutscher Sprachwissenschaftler
- Georg Altmann (1884–1962), deutscher Theaterleiter
- Gerard Altmann (1877–1940), niederländischer Maler, Zeichner, Aquarellist und Grafiker
- Gila Altmann (* 1949), deutsche Politikerin (Bündnis 90/Die Grünen)
- Götz Altmann (1940–2024), deutscher Volkskundler

### H
- Hans Altmann (Architekt) (1871–1965), deutscher Architekt
- Hans Altmann (Jurist) (1897–1981), deutscher Jurist
- Hans Altmann (Musiker) (1904–1961), deutscher Dirigent, Pianist und Komponist
- Hans Altmann (Linguist) (* 1943), deutscher Linguist
- Hans-Werner Altmann (1916–2011), deutscher Mediziner und Pathologe
- Heinrich Altmann (1901–1972), deutscher Regisseur und Musikwissenschaftler
- Heinz Altmann (1905–1939), deutscher Parteifunktionär (KPD)
- Hermann Altmann (1873–1940), deutscher Mediziner
- Hildegard Altmann (* 1954), römisch-katholische Benediktinerin und frühere Äbtissin der Abtei St. Gabriel

### I
- Ida Altmann (1862–1935), deutsche Gewerkschafterin
- Isaak Altmann (1777–1837), deutscher Landschaftsgärtner

### J
- Jeanne Altmann (* 1940), US-amerikanische Verhaltensforscherin und Primatologin
- Jens Altmann (* 1968), deutscher Volleyballspieler und Paralympionide
- Joey Altmann (* 2008), deutscher Schauspieler
- Johann Georg Altmann (1695–1758), Schweizer Theologe, Philologe und Historiker
- Joseph Altmann (Offizier) (1777–1831), Offizier im Dienst der Habsburgermonarchie
- Joseph Altmann (Maler) (Florian Joseph Altmann; 1795–1867), österreichischer Landschaftsmaler, Restaurator, Kunstschätzmeister und Auktionator
- Josef Altmann (Rabbiner) (1818–1874), deutscher Rabbiner
- Josef Altmann (Schauspieler) (1845–1910), österreichischer Schauspieler
- Josef Karl Altmann (1873–1961), österreichischer Techniker
- Josef Paul Altmann (* 1954), deutscher Glasätzer und Autor
- Josette Altmann Borbón (* 1958), costa-ricanische Lateinamerikahistorikerin und ehemalige First Lady
- Julius Altmann (1814–1873), deutscher Philologe, Schriftsteller und Übersetzer

### K
- Karl Altmann (Maler) (1800–1861), deutscher Maler
- Karl Altmann (Mediziner) (1880–1968), deutscher Venerologe
- Karl Altmann (Politiker) (1904–1960), österreichischer Politiker (KPÖ)
- Karl Altmann (Eishockeyspieler) (* 1959), deutscher Eishockeyspieler
- Klaus Altmann, Pseudonym von Klaus Barbie (1913–1991), deutscher Kriegsverbrecher
- Klaus Altmann (Journalist) (1935/1936–2004), deutscher Journalist
- Klaus Altmann (Mathematiker) (* 1957), deutscher Mathematiker und Hochschullehrer

### L
- Lias Jonah Altmann (* 2015), deutscher Schauspieler
- Livia Altmann (* 1994), Schweizer Eishockeyspielerin

### M
- Marc Altmann (* 1981), deutscher Radsportler
- Margaret Altmann (1900–1984), deutsch-amerikanische Biologin
- Maria Altmann (1916–2011), US-amerikanische Kunstsammlerin
- Mario Altmann (* 1986), österreichischer Eishockeyspieler
- Marisa Altmann-Althausen (* 1960), österreichische Opern- und Konzertsängerin (Dramatischer Mezzosopran)
- Matthias Altmann (1790–1880), österreichischer Dichter
- Michael Altmann (1943–2016), deutscher Schauspieler

### N
- Nathalie Altmann (* 1984), deutsche Fußballspielerin
- Norbert Altmann (1933–2015), deutscher Soziologe

### O
- Olaf Altmann (* 1966), deutscher Bühnenbildner
- Otto Altmann (O. Georgen; 1875–1914), deutscher Pfarrer und Autor von Seegeschichten

### P
- Peter Altmann (* 1940), österreichischer Komponist, Autor und Musikpädagoge
- Peter Simon Altmann (* 1968), österreichischer Schriftsteller
- Philipp Altmann (* 1996), deutscher Fußballspieler

### R
- René Altmann (1929–1978), österreichischer Lyriker
- Richard Altmann (1852–1900), deutscher Anatom und Histologe
- Richard Altmann (Komponist) (1888–1942/1943), deutscher Organist, Komponist und Musikpädagoge (ermordet in Auschwitz)
- Robert Altmann (1856–1916), österreichischer Feldmarschalleutnant
- Roland Altmann (1925–2012), deutscher Maler und Autor
- Rüdiger Altmann  (1922–2000), deutscher Publizist, Soziologe und Schriftsteller
- Rudolf Altmann (1906–1945), deutscher Internist und Hochschullehrer
- Ruth Altmann (* 1930), deutsche Gebrauchsgrafikerin
- Ruth Rogers-Altmann (1917–2015), österreichisch-amerikanische Malerin

### S
- Samuel Paul Altmann (1878–1933), deutscher Nationalökonom
- Sebastian Altmann (1827–1894), Südtiroler Baumeister
- Siegfried Altmann (Pädagoge) (1887–1963), österreichischer Blindenpädagoge
- Siegfried Altmann (Ingenieurwissenschaftler) (* 1936), deutscher Ingenieur und Hochschullehrer
- Stuart Altmann (1930–2016), US-amerikanischer Zoologe

### U
- Ulrich Altmann (1889–1950), deutscher Theologe
- Ulrike Stadler-Altmann (* 1968), deutsche Pädagogin

### V
- Viktor Altmann (1900–1960), österreichischer politischer Aktivist
- Virgilius Altmann (1913–1943), österreichischer Radrennfahrer

### W
- Walter Altmann (Archäologe) (1873–1910), deutscher Archäologe
- Walter Altmann (Schiedsrichter) (* 1984), österreichischer Fußballschiedsrichter
- Warnfried Altmann (* 1958), deutscher Saxophonist und Komponist
- Wilhelm Altmann (1862–1951), deutscher Historiker, Bibliothekar, Musikschriftsteller und -kritiker
- Wilhelm Altmann (Kaufmann) (1882–nach 1941), deutscher Kaufmann und Verbandsfunktionär
- Wilhelm Ernst Altmann (1861–1952), deutscher Bildhauer
- Wolfgang Altmann (* 1952), deutscher Fußballspieler

### Y
- Yehuda Altmann (* 1964), israelischer Fotograf